# Castorina
Castora Fe Francisco de Diego (Astorga, 5 de noviembre de 1928-18 de febrero de 2019), más conocida como Castorina, fue una escultora española.

## Biografía
Nacida en una familia de artistas, recibió las primeras nociones de dibujo de la mano de su padre, Florentino de Francisco. Entre 1949 y 1953 estudió música en el conservatorio de Salamanca. En 1954 estudió dibujo, figura y adorno en la Escuela de Formación Profesional de Astorga y entre 1955 y 1959 se formó en dibujo, talla y escultura en la Escuela de Bellas Artes de San Fernando, en Madrid. Así mismo, en 1958 asistió a la Escuela de Artes y Oficios de Madrid. Trabajó durante un tiempo en París y Barcelona antes de regresar a Astorga, donde a partir de 1960, y hasta 1983, ejerció como profesora de dibujo en el instituto de educación secundaria.
Aunque también trabajó la pintura, la disciplina por la que obtuvo más reconocimientos fue la escultura; sus obras, hechas en piedra, madera, barro o bronce, tratan temas constantes como la maternidad, la mujer, el recuerdo o el abrazo. Algunas de sus obras forman parte del paisaje urbano de Astorga. Así, en 1985 el Ayuntamiento encargó la realización del Monumento al Bimilenario (1986); el conjunto escultórico, realizado en piedra caliza, representa a los diferentes miembros de una familia y pretende ser un canto a la libertad y al futuro. Posteriormente llegó El Cofrade, en 2008, con motivo del centenario de la Junta Profomento de la Semana Santa, y por último la Maternidad, de 2013, que esculpió junto a Amancio González.

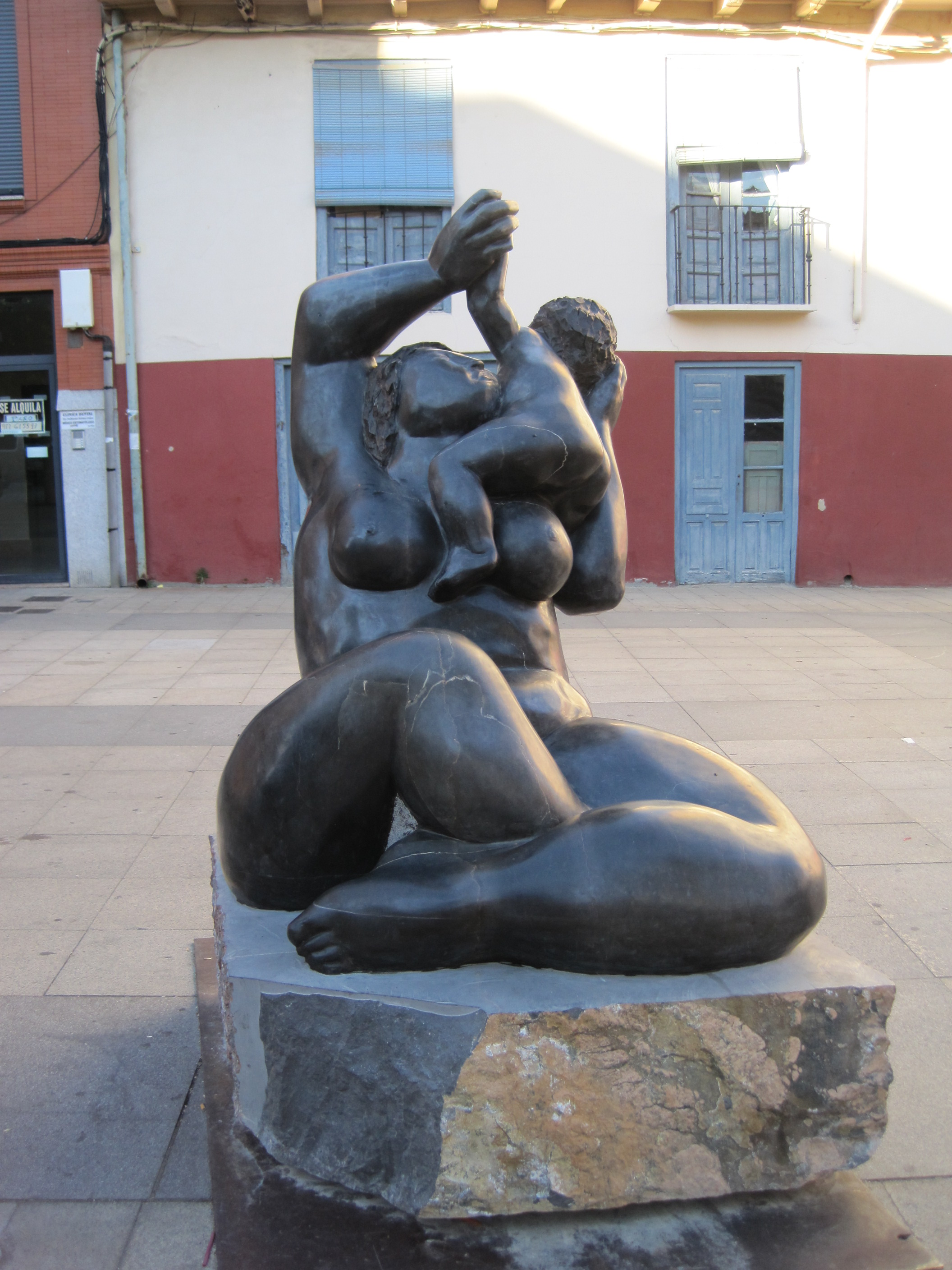
Maternidad (2013)

En 2006, el Instituto Leonés de Cultura organizó una exposición retrospectiva de su obra y editó un catálogo que recoge gran parte de la obra de la artista. Otra de sus maternidades, realizada en 2009 en colaboración con Tanadori Yamaguchi, se encuentra en Cerezales del Condado, en la Fundación Cerezales Antonino y Cinia, donde entre 2011 y 2012 se celebró la exposición Autorretrato/Selfportrait, y donde, en 2014, se estrenó el documental Un pasado sin lágrimas. Una historia apasionada sobre la artista Castorina, dirigido por el fotógrafo Amando Casado y el artista Jesús Palmero.